# Johannes Regis
Johannes Regis; także Jehan Leroy (ur. ok. 1425, zm. ok. 1496 prawdopodobnie w Soignies) – franko-flamandzki kompozytor.

## Życiorys
Od 1451 roku był kanonikiem przy kościele St Vincent w Soignies, gdzie prowadził chór chłopięcy. Podobną funkcję pełnił też przy katedrze NMP w Antwerpii. Od 1460 roku był związany z katedrą w Cambrai, gdzie poświadczony jest źródłowo jako sekretarz Guillaume’a Dufaya. 

## Twórczość
Wysoko ceniony przez Johannesa Tinctorisa, wraz z Ockeghemem i Busnoisem należał do generacji następców Dufaya i Binchoisa. Msze Regisa oparte są na cantus firmus, z częstymi transpozycjami i wykorzystaniem kilku melodii stałych, czasem jednocześnie w kilku głosach. Zaginiona Msza L’homme armé uważana jest za najstarszy przykład mszy z wykorzystaniem tej melodii jako cantus firmus.
Spośród jego kompozycji zachowały się 2 msze 4-głosowe: Missa „Dum sacrum mysterium”/„L’homme armé” i  Missa „Ecce ancilla Domini”/„Ne timeas Maria”, motety 5-głosowe: Ave Maria (...) virgo serena (sekwencja), Celsitonantis/Abrahe fit promissio, Clangat plebs flores/Sicut lilium, Lauda Sion Sahatorem/Ego sum partii, Lux solempnis adest/Repleti sunt omnes, O admirabile commercium/Verbum caro, Salve sponsa, Ave Maria (...) benedicta, ronda 3-głosowe Puis que ma dame/Je m’en voy i 4-głosowe S’il vous plait. Zaginęły napisane przez Regisa 3-głosowa Missa crucis, 3-głosowa Missa „L’homme armé” i 5-głosowe offertorium Regina caeli laetare. Ponadto przypisywane jest mu autorstwo 6-głosowego motetu Ave rosa speciosa/Beata mater.